# اتین گرین
اتین گرین (انگلیسی: Etienne Green؛ زادهٔ ۱۹ ژوئیهٔ ۲۰۰۰) بازیکن فوتبال اهل انگلستان است.
وی همچنین در تیم ملی فوتبال زیر ۲۱ سال انگلستان بازی کرده‌است.